# Сарата-Басараб (Ботошани)
Сарата-Басараб (рум. Sarata-Basarab) насеље је у Румунији у округу Ботошани у општини Ханешти. Oпштина се налази на надморској висини од 130 m.

## Становништво
Према подацима из 2002. године у насељу је живело 472 становника, од којих су сви румунске националности.